# Sang (Speer)
Sang, auch Sanger, ist ein rituell verwendeter Speer auf Sri Lanka bei den Singhalesen und in Südindien.

## Beschreibung
Der Sang besteht aus Gusseisen oder auch aus Schmiedeeisen. Er ist zweischneidig und hat auf der Klinge meist zwei Hohlschliffe nahe der Tülle, die entweder schmal oder breit gestaltet sind. Ab der Hälfte der Klinge ist er leicht nach der Seite abgebogen. Die Tülle, die zur Befestigung am Schaft dient, ist mit der Klinge aus einem Stück gegossen oder angeschmiedet (Feuergeschweißt). Sie ist rund und mit ringförmigen Ausbuchtungen verziert. Die Tülle und auch die Klinge sind oft kunstvoll graviert. Die Sang werden in Indonesien und Indien als zeremonielle Waffen benutzt.